# Amerodiscosiellina
Amerodiscosiellina är ett släkte av svampar. Amerodiscosiellina ingår i divisionen sporsäcksvampar och riket svampar.